# Isola di Salamanca
L'isola di Salamanca è un'isola continentale del dipartimento colombiano di Magdalena, formata dal mar dei Caraibi, il río Magdalena e la Ciénaga Grande de Santa Marta.
Nel 1964, l'isola fu dichiarata parco naturale della Colombia, noto come Vía Parque Isla de Salamanca. La strada che collega Barranquilla al comune di Ciénaga, costruita negli anni cinquanta provocò gravi danni all'ecosistema di mangrovie dell'isola, impedendo l'interscambio delle acque salate con quelle dolci della palude.
L'isola è collegata alla terraferma con il nuovo ponte Pumarejo.